# News Media
News Media is een internetbedrijf dat verantwoordelijk is voor de uitgave van een aantal websites. De bekendste websites onder haar beheer zijn Dumpert en GeenStijl. Naast het ontwikkelen en onderhouden van de sites richt het bedrijf zich op het leveren van content en consultancy aan derden. Sinds begin 2008 is News Media voor 100% eigendom van de Telegraaf Media Groep (TMG). TMG had al een belang van 40% sinds maart 2006. Er werken ongeveer 15 mensen.

## Mediakanalen

### Huidige kanalen
Websites die News Media uitgaf en -geeft zijn in chronologische volgorde:
- GeenStijl.nl: weblog. Gestart in april 2003.[3]
- NieuwNieuws.com: Loglezer voor intern gebruik[4]. Gestart 3 augustus 2004[5], later overgegaan in nieuws.geenstijl.nl
- Nieuwnieuws.nl (voorheen nieuws.geenstijl.nl): Nieuws-site van GeenStijl. Gestart op 20 maart 2005[6], later overgegaan in Spitsnieuws.nl en uiteindelijk als zelfstandige site.
- Gamert.nl: game-site, gericht op de wat oudere gamers. Gestart op 4 oktober 2005,[7] gestopt op 24 februari 2011[8], doorstart op 8 maart 2011 en op 26 april 2013 alsnog beëindigd.[9]
- SchaatsNieuws.tv: samenwerking tussen House of Sports en News Media met nieuws over de schaatswereld. Gestart op 30 januari 2006[10] en inmiddels weer gestopt.
- GeenStijl.tv: gefilmde items over de actualiteit van de afgelopen dagen, gepresenteerd door Rutger Castricum. Gestart op 22 november 2006.[11]
- Dumpert.nl (voorheen dump.geenstijl.nl): multimediale site waar filmpjes, audio en foto's door bezoekers geplaatst kunnen worden. Gestart op 15 januari 2007.
- GeenRedactie.nl: de openbare linkdumpsite van GeenStijl met links en verhalen waarvan de bezoeker denkt dat iedereen ze moet zien. Gestart op 9 maart 2007, maar linkt inmiddels door naar Digg ("GeenRedactie presenteert: GeenDIGG").[12]
- GigaPica.geenstijl.nl: Grote-foto-site. Gestart op 5 mei 2009.[13]
- GeenFile.nl: File-site. Gestart op 13 augustus 2009 en inmiddels weer gestopt.[14]
- glamOrama: media- en entertainment nieuws (GeenStijl-versie van RTL Boulevard). Gestart op 15 augustus 2012.[15] Gestopt op 12 november 2015 door te lage inkomsten.[16]
- Upcoming.nl: lijstjes over onderwerpen die trending zijn in Nederland[17]. Eerste item 18 januari 2013[18].
- Das Kapital: Financieel-economisch weblog. Gestart op 25 maart 2013.[19] Gestopt op 1 mei 2019.
- #WKdaily: Voetbalnieuws tijdens het WK. Gestart op 10 juni 2014.[20]
- Staatsgeheim.com: voormalig corporate blog.[21], voordien de persoonlijke website van mede-oprichter Ambroos Wiegers ("Prof. Hoxha")[22]
- News-media.nl: corporate site
- Autobahn.eu: weblog over auto's en autonieuws. Gelanceerd op 8 februari 2016.[23]

De sites worden gehost door NETHolding Hosting Facilities. News Media heeft als een van de weinige internetuitgeverijen een aansluiting op het ANP.

### Voormalige kanalen
- PowNed[25]

## Bedrijfsgegevens
News Media is de handelsnaam van de onderneming GS Media BV. Het werd in juli 2005 opgericht. Volgens de jaarrekening over 2006 waren er op dat moment 7 werknemers in dienst. De bestuurders van GS Media zijn twee andere besloten vennootschappen, te weten Zuigkracht BV en D4M8 BV, de vennootschappen van respectievelijk GeenStijl-oprichters Ambroos Wiegers en Dominique Weesie.